# Rue Henri-Rochefort
La rue Henri-Rochefort est une voie du 17e arrondissement de Paris, en France.

## Situation et accès
Ouverte en 1874 sous le nom de « rue d'Offémont », la rue Henri-Rochefort est une voie publique située dans le 17e arrondissement de Paris. Elle débute au 24, rue de Prony et se termine au 17, rue de Phalsbourg.
Elle est desservie par la ligne 3 à la station Malesherbes.

## Origine du nom

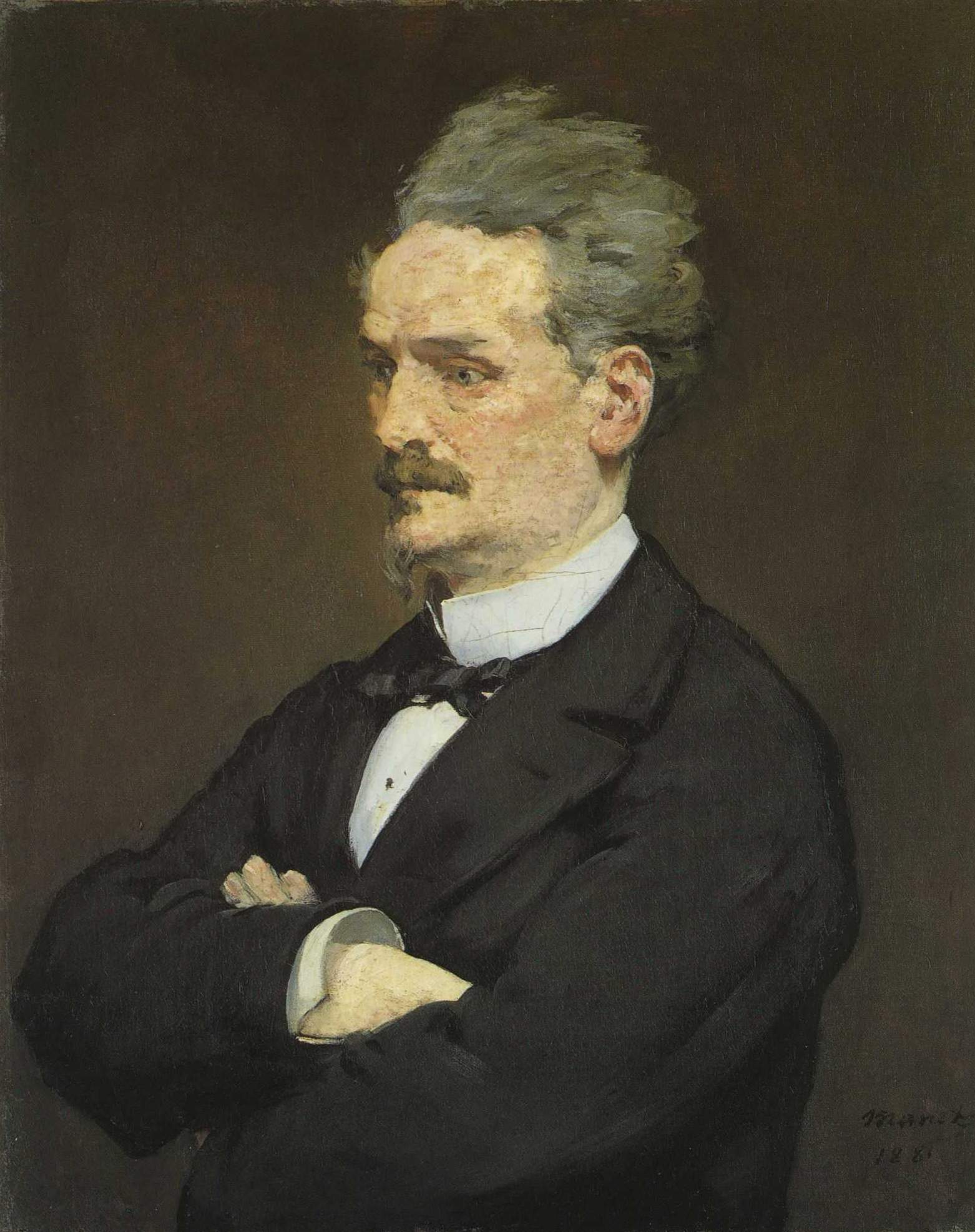
Henri Rochefort, par Édouard Manet en 1881.

Elle porte depuis 1925 le nom du journaliste, homme politique et écrivain français Victor Henri, marquis de Rochefort-Lucay, dit Henri Rochefort (1831-1913).

## Historique
La voie est ouverte sous la dénomination de « rue d'Offémont » par décret du 31 décembre 1874.
Elle est rebaptisée « rue Henri-Rochefort » par un arrêté municipal en date du 18 juin 1925.

## Bâtiments remarquables et lieux de mémoire
- no 1 bis : l'architecte Henri Grandpierre y est mort en 1906[1].

Chancellerie de la légation d'Uruguay dans les années 1900.
- no 5 : Jane Derval, artiste de music-hall, danseuse des Folies-Bergère et demi-mondaine de la Belle Époque y avait un hôtel particulier[3].
- no 9 : l'artiste lyrique Louise Balthy y possédait un hôtel particulier, où elle est décédée en 1925.
- no 15 : le peintre Louis Valtat y est mort en 1952.
- no 16 : consulat général d'Angola.
- no 17 : l'homme politique Henri Galli y a vécu jusqu'en 1922.
- no 19 : ambassade de Moldavie en France.
- no 22 : l'écrivain Henry de Gorsse y est mort en 1936.
- no 23 : l'écrivain et poète Jean Desbordes secrétaire de Jean Cocteau y a vécu[4]